# Gustav Källstrand
Bo Gustav Källstrand, född 16 januari 1980 i Brasilien, är en svensk idéhistoriker, författare och Nobelexpert. Han leder Nobelmuseets podcast Idéer som förändrar världen.

## Biografi
Källstrand är uppvuxen i Härnösand och son till företagsledaren och tidigare landshövdingen Bo Källstrand.
Han blev filosofie magister i idéhistoria och historia vid Stockholms universitet 2007 samt filosofie doktor vid Linköpings universitet 2013. 
Han är verksam vid Nobelmuseet och forskar om Nobelprisets historia. Källstrand är tillsammans med Cecilia Gralde en av kommentatorerna för SVT:s direktsändning av Nobelfesten. Han har även medverkat i Nobelstudion, Nyhetsmorgon samt flera internationella medier och kommenterat Nobelpriset. Sedan 2020 leder han Nobelmuseets podd Idéer som förändrar världen.
Källstrand är ledamot i Svenska nationalkommittén för teknik- och vetenskapshistoria. Åren 2017–2023 deltog han i det internationella forskningsprojektet PASSIM vid Linköpings universitet.
I oktober 2024 utkom han med boken Tänk som en Nobelpristagare – idéer som förändrar världen.

## Priser och stipendier
- Nominerad till Guldörat för  Årets intervju (2021).[10]
- Nominerad till Guldörat för Årets podd - fakta (2022).[11]
- Mottagare av Natur & Kulturs populärvetenskapliga arbetsstipendium 2022.[12]
- Nominerad till Guldörat för Årets fakta podd (2023).[13]